# أمل سلامة الشامان
أمل بنت سلامة الشامان هي أكاديمية سعودية وعضو في مجلس الشورى السعودي منذ أن تم تعيينها بأمر ملكي في 3 ربيع الأول، 1438هـ الموافق لـ2 ديسمبر 2016م. تعمل دكتورة في مواد التخصص في الإدارة التربوية والنظم التعليمية بجامعة الملك سعود.

## الحياة التعليمية
حازت أمل الشامان على شهادة بكالوريوس حاسب آلي، نظم معلومات من جامعة ستراير الولايات المتحدة الأمريكية. ثم انضمت لبرنامج الإدارة التنفيذية، بجامعة ستانفورد، الولايات المتحدة الأمريكية. وحازت على الدكتوراه في إدارة ونظم تعليمية من جامعة جورج واشنطن، الولايات المتحدة الأمريكية وبالماجستير في التربية المقارنة، جامعة جورج واشنطن، الولايات المتحدة الأمريكية.

## الحياة المهنية
- وكيلة الشؤون الأكاديمية والبحث العلمي، كلية البنات، جامعة الأمير سلطان من العام الجامعي 1428هـ إلى 1432هـ.[2]
- وكلية قسم الإدارة التربوية، كلية التربية، جامعة الملك سعود، من تاريخ 1420هـ إلى 1424هـ.
- وكلية قسم التربية الفنية، كلية التربية، جامعة الملك سعود، من تاريخ 1420هـ إلي 1422هـ.
- تدريس طالبات الماجستير والدكتوراه مواد التخصص في الإدارة التربوية والنظم التعليمية بجامعة الملك سعود.
- المناقشة والإشراف على رسائل الماجستير والدكتوراه لطالبات الدراسات العليا في مجال التخصص.
- الحضور والمشاركة بأوراق عمل في عدد من المؤتمرات والندوات في مجال التخصص.
- نشر عدد من البحوث واوراق العمل في مجلات علمية متخصصة.
- تحكيم عدد من أعمال الترقية لأعضاء هيئة التدريس.
- تحكيم عدد من برامج الماجستير في مجال التخصص.
- حضور عدد من المؤتمرات والالتحاق بعدد من الدورات وورش العمل في مجال التخصص.

## المشاركة في الندوات والمؤتمرات
- المشاركة في استقبال عدد من الوفود التي تزور مجلس الشورى.[2]
- المشاركة في زيارة عدد من الدول ضمن وفود المجلس مثل زيارة دولة روسيا وأذربيجان وقرقستان.
- تمثيل المجلس في اجتماعات البرلمان الدولي (لجنة النساء البرلمانيات ولجنة حقوق الإنسان) في كل من:
  - هانوي 2015، تم القاء كلمة عن:
    - الإرهاب الإلكتروني
    - تمكين المرأة في المملكة

  - جنيف 2015، تم القاء كلمة عن:
    -  الديمقراطية والخصوصية
    - مساعدات المملكة للاجئين

  - جنيف 2016، تم إلقاء كلمة عن:
    - المرأة السعودية ورؤية 2030
    - النساء والأطفال وقت الحروب والازمات
    - المشاركة السياسية للمرأة
- المشاركة في منتدى سيدات الدول العربية وأمريكا الجنوبية والذي عقد في مدينة ليما بجمهورية البيرو، مجلس الشورى 2015.

## عضويات المجالس واللجان
- عضو مجلس الشورى في دورته السادسة[2]
- عضو مجلس أمناء جامعة الأمير فهد بن سلطان 2016 إلى تاريخه
- عضو اتحاد البرلمان الدولي 2015 إلى 2016.
- عضو اللجنة العلمية لملتقي الإرهاب والتنظيمات الارهابية: الخطر والمواجهة، مجلس الشورى 2016
- عضو اللجنة الخاصة لتطوير آليات دراسة اللجان للموضوعات المحالة إليها وآلية إعدادها للتقارير، مجلس الشورى 2016هـ
- عضو اللجنة الخاصة لدارسة مقترح مشروع نظام البنك السعودي للادخار، مجلس الشورى 2014-2015م.
- عضو هيئة تحرير المجلة السعودية للتعليم العالي، وزارة التعليم 2012 إلى 2015
- عضو لجنة حقوق الإنسان، مجلس الشورى 2015 إلى تاريخه
- عضو اللجنة الأمنية، مجلس الشورى 2014
- أميناً عاماً لجائزة وزارة الثقافة والأعلام للكتاب، 2014-2015
- عضو الهيئة الاستشارية لمركز أبحاث الشورى، مجلس الشورى 2013
- عضو اللجنة العلمية لجائزة الكتاب، وزارة الثقافة والإعلام 2011-2013
- عضو اللجنة البرلمانية الرابعة والتي تتضمن عدد من دول شرق آسيا، مجلس الشورى 2013 إلى تاريخه.
- عضو اللجنة الثقافية، مجلس الشورى 2013
- عضو اللجنة الخاصة لتطوير قواعد عمل المجلس، مجلس الشورى 2013
- رئيسة اللجنة الاستشارية العليا لمعالي نائب تعليم البنات، وزارة التربية والتعليم، 2009-2012
- أمينة سر وعضو مجلس كلية البنات، جامعة الأمير سلطان، 2007-2010
- عضو مجلس جامعة الأمير سلطان، 2007-2010
- عضو اللجنة الإشرافية على المؤتمر العالمي للتعليم والتعلم: كأدوات تطوير في التعليم العالي المنعقد في 16-17/1/2011م، جامعة الأمير سلطان.
- عضو لجنة خطط الدكتوراه بقسم الإدارة التربوية، جامعة الملك سعود، من 2011-2012، 2016 إلى تاريخه
- عضو لجنة تقييم برنامج الدكتوراه بقسم الإدارة التربوية، جامعة الملك سعود، من 2012 إلى 2013م.
- عضو لجنة التحقيق الطلابي بكلية التربية، جامعة الملك سعود، من 2012 إلى 2013م.
- عضو اللجنة العلمية للقاء جستن السنوي بعنوان: «الاعتماد المدرسي»، كلية التربية جامعة الملك سعود، من 1433-1434هـ الموافق 2012 إلى 2013م.
- عضو لجنة برنامج تقييم التعليم الموازي بقسم الإدارة التربوية، جامعة الملك سعود، 1431هـ.
- عضو لجنة المقابلات الشخصية لوظيفة «ملحق»، وزارة الخارجية، من 1-30 أكتوبر 2011م.

## وصلات خارجية
- موقع مجلس الشورى السعودي الرسمي.
- معرض صور مجلس الشورى السعودي.